# Five Fingers
Five Fingers es una película dirigida por Laurence Malkin.

## Sinopsis
Martijin, un pianista idealista holandés de free jazz, asume el reto de colaborar con causas filantrópicas, integrándose a un programa alimenticio financiado por donativos de particulares. Para ello, viaja a Marruecos con el fin materializar sus objetivos de ayuda; sin embargo, su destino dará un giro de 180 grados al ser interceptado por un grupo armado de supuestos terroristas locales. Ahora Martijin deberá ingeniárselas para descubrir las oscuras intenciones de sus captores y volver a lado de su novia e intentar recuperar su vida.

## Detalles
Luego se descubre que el mismo Martijin, y los terroristas que lo capturan, no son lo que el espectador imagina. 

El título alude a la mano de Martijin, a cierto avatar que sufre la misma, y más sesgadamente a su relación con su oficio. 

Existe una película del mismo nombre, de 1952, dirigida por Joseph L. Mankiewicz basanda en la novela Operación Cicerón de L.C. Moyzisch, precuela bastante variada en relación con Five Fingers. No obstante, ambas giran en torno al motivo del espionaje y la infiltración. 

Es una película cuya fuerza, cuando la hubiere, estriba en el develamiento de su argumento, por lo que requiere, como muchas de su estilo, ninguna o casi ninguna aproximación a su argumento. 

Su escenario es mayoritariamente claustrofóbico o interior, e invariable, y juega también un papel fundamental. 

Su efecto final es una revisión de la complicada noción de terrorismo.
- Datos: Q1421537